# Chebyshev (cràter)
Chebyshev és un gran cràter dimpacte que es troba al hemisferi sud de la cara oculta de la Lluna. El cràter Langmuir, una mica més petit, envaeix la vora est-sud-est de Chebyshev, formant una cadena de grans cràters, amb Brouwer a la vora oriental de Langmuir.

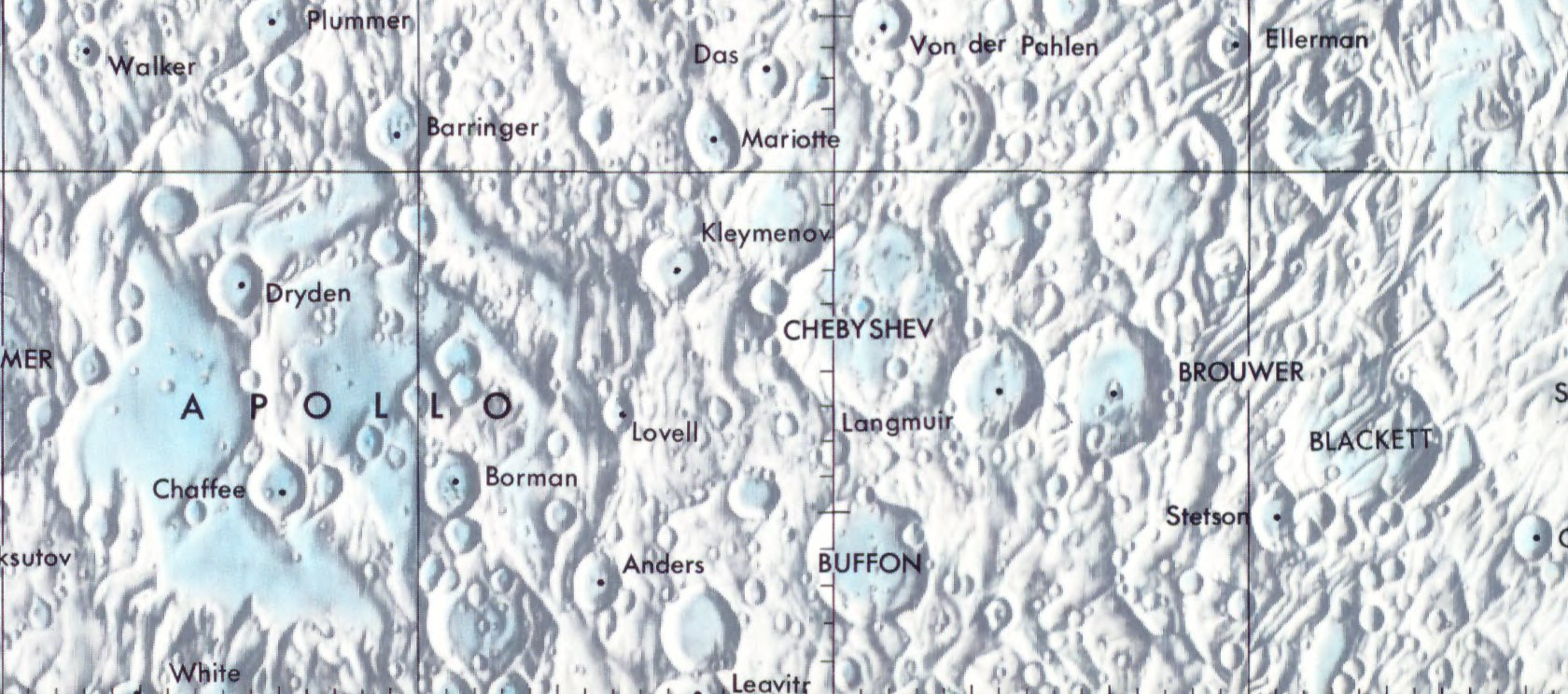
Localització de Chebyshev (centre de la imatge)
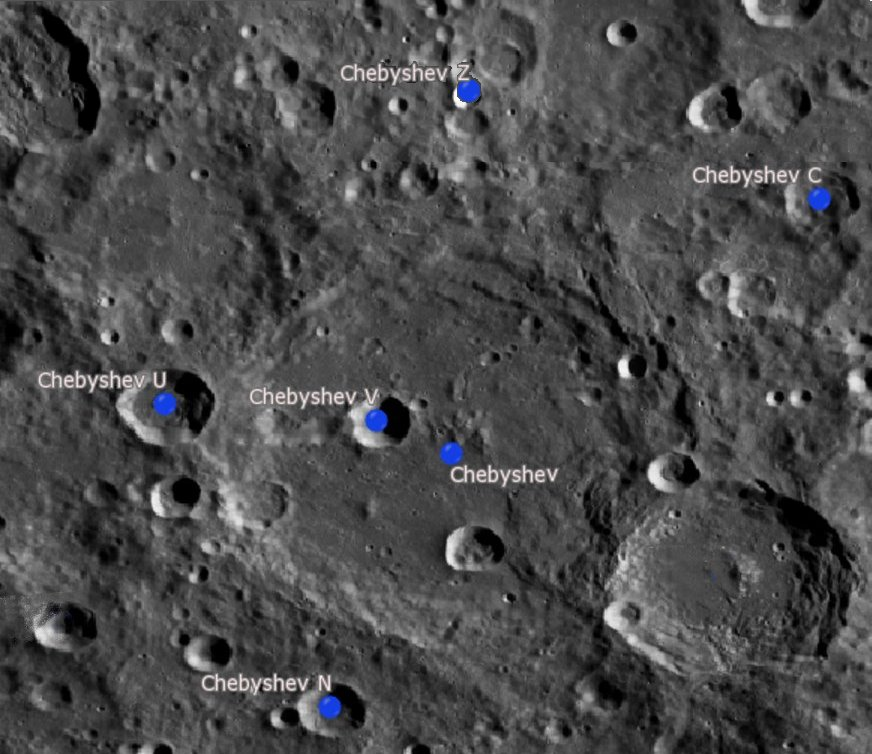
Cràters satèl·lit

La vora externa d'aquest cràter està erosionada i és una mica irregular, encara que gran part del perímetre encara es pot discernir. Les rampes exteriors de Langmuir envaeixen l'interior de Chebyshev, formant un relleu accidentat a terra del costat sud-est. Diversos cràters notables apareixen al llarg de la vora occidental, sobretot Chebyshev U. La vora d'aquest últim cràter és esmolada però una mica irregular pel fet que presenta lleugers sortints cap a l'exterior. La vora nord de Chebyshev té una àmplia osca en forma de «V» que s'estén cap a l'exterior al voltant de 30-40 quilòmetres. Es localitzen alguns altres cràters menors al llarg de l'extrem nord-est, i la vora sud és un caos d'elements superposats.

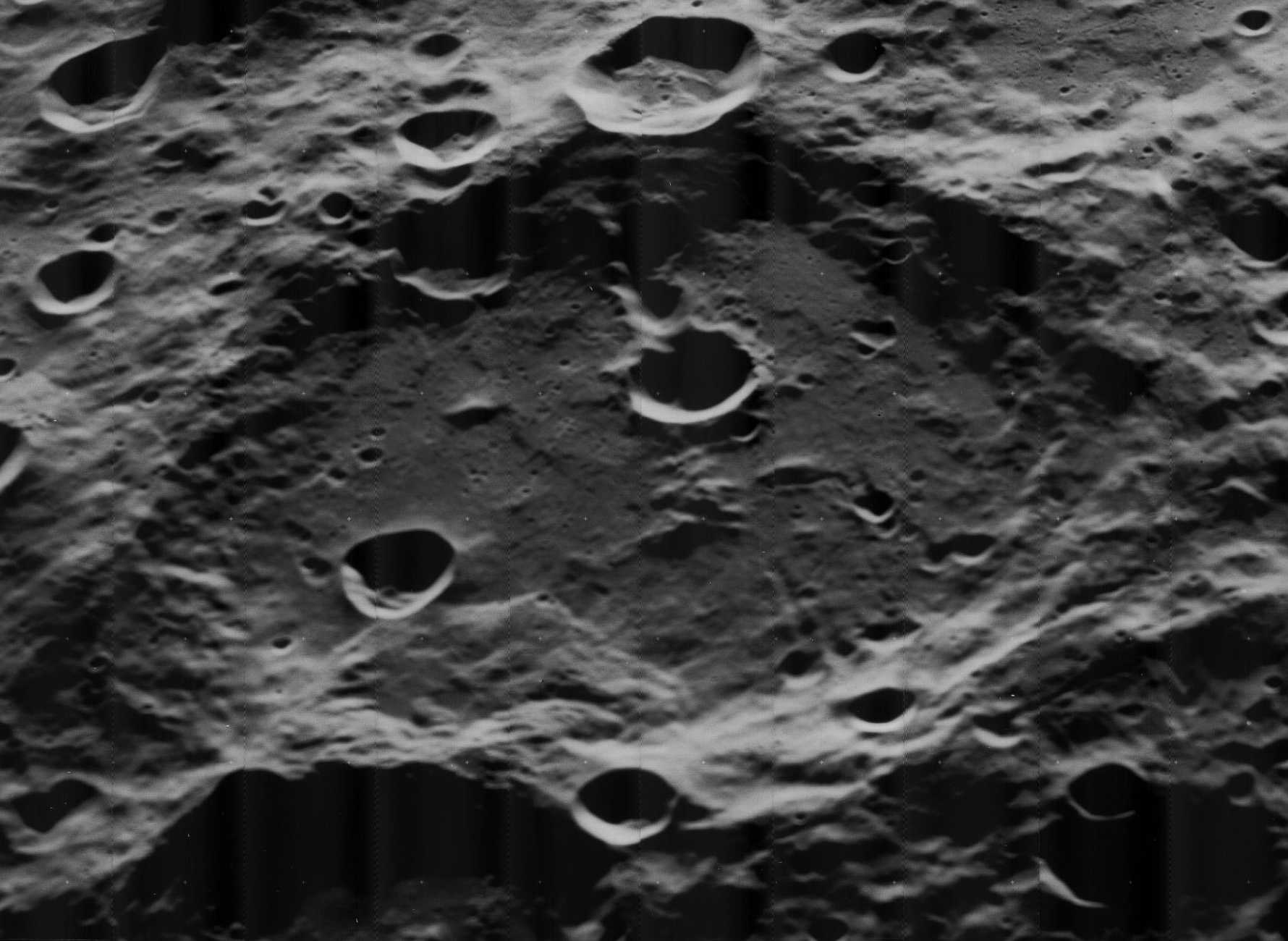
Imatge obliqua des del Lunar Orbiter 5
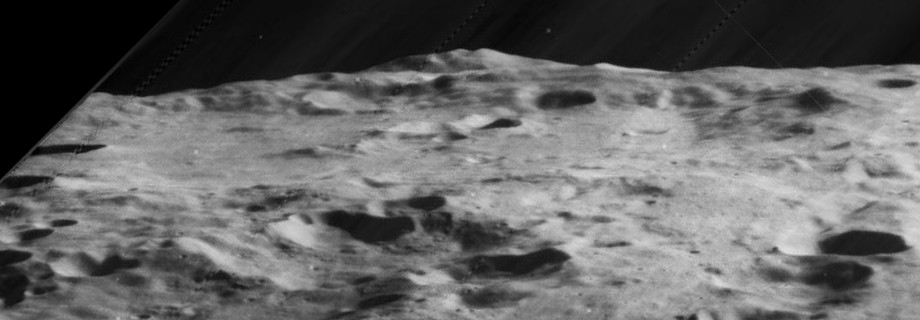
Vista rasant també des del Lunar Orbiter 5

El sòl interior de Chebyshev és una barreja de planes relativament anivellades i de trams irregulars. Una cadena curta de petits cràters forma una gúbia a la paret interior occidental, arribant gairebé al punt mig. Hi ha diverses esquerdes radials al sòl de la part nord-est del cràter. Al sud hi ha el cràter satèl·lit en forma de bol Chebyshev N, una formació gairebé simètrica a excepció d'una lleugera corba cap a fora al costat sud-oest. També es localitza un cràter irregular al llarg de la paret interna cap a l'oest-sud-oest.

## Cràters satèl·lit
Per convenció aquests elements són identificats en els mapes lunars posant la lletra en el costat del punt central del cràter que està més proper a Chebyshev.
| Chebyshev | Coordenades                              | Diàmetre |
| --------- | ---------------------------------------- | -------- |
| C         | 30° 17′ S, 127° 31′ O / 30.29°S,127.51°O | 27 km    |
| N         | 37° 45′ S, 134° 40′ O / 37.75°S,134.67°O | 24 km    |
| U         | 33° 17′ S, 137° 06′ O / 33.29°S,137.10°O | 36 km    |
| V         | 33° 32′ S, 133° 59′ O / 33.53°S,133.99°O | 24 km    |
| Z         | 28° 44′ S, 132° 41′ O / 28.73°S,132.68°O | 11.5 km  |